# Nõmme
Koordinaten: 59° 23′ N, 24° 40′ O

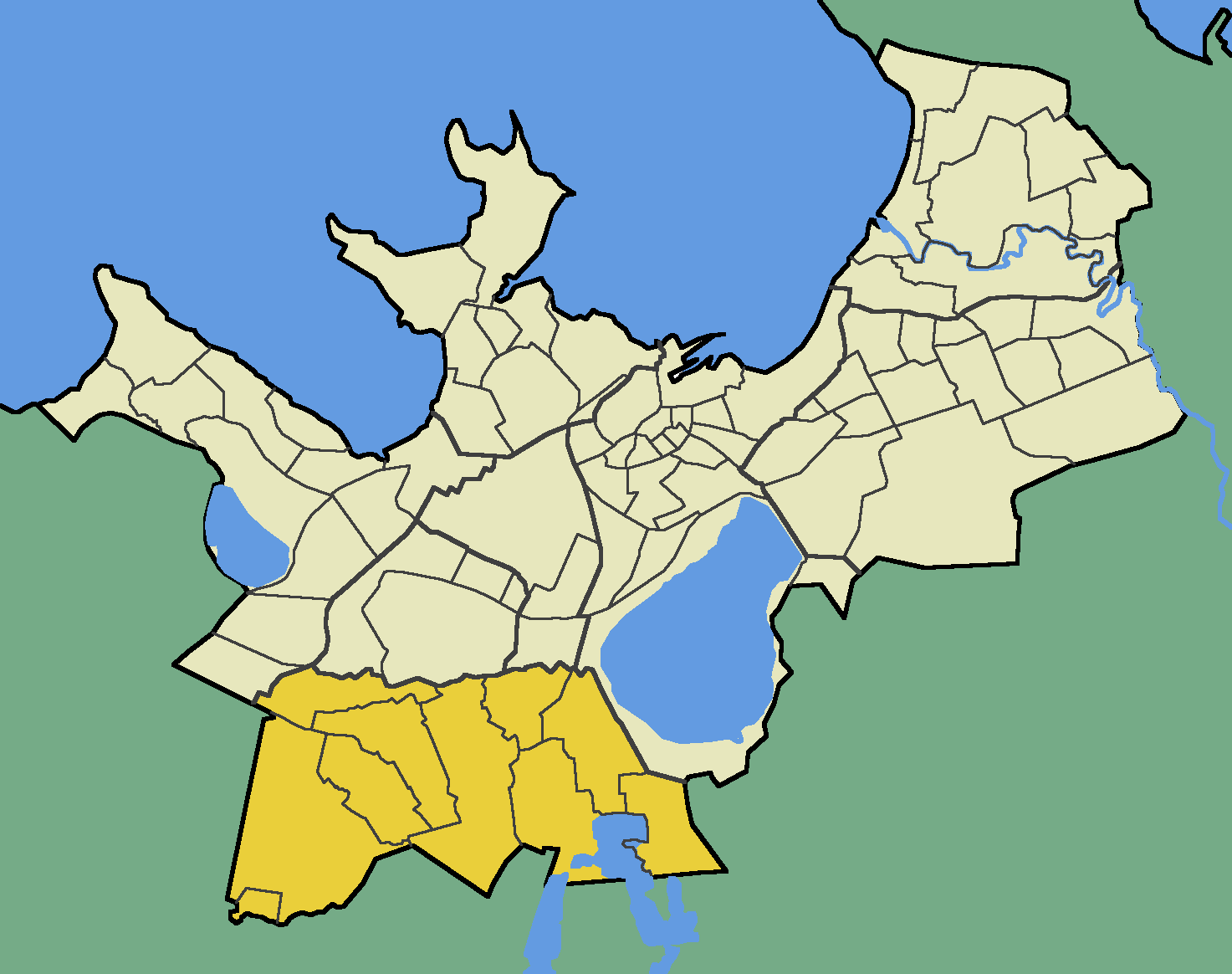
Lage von Nõmme in Tallinn

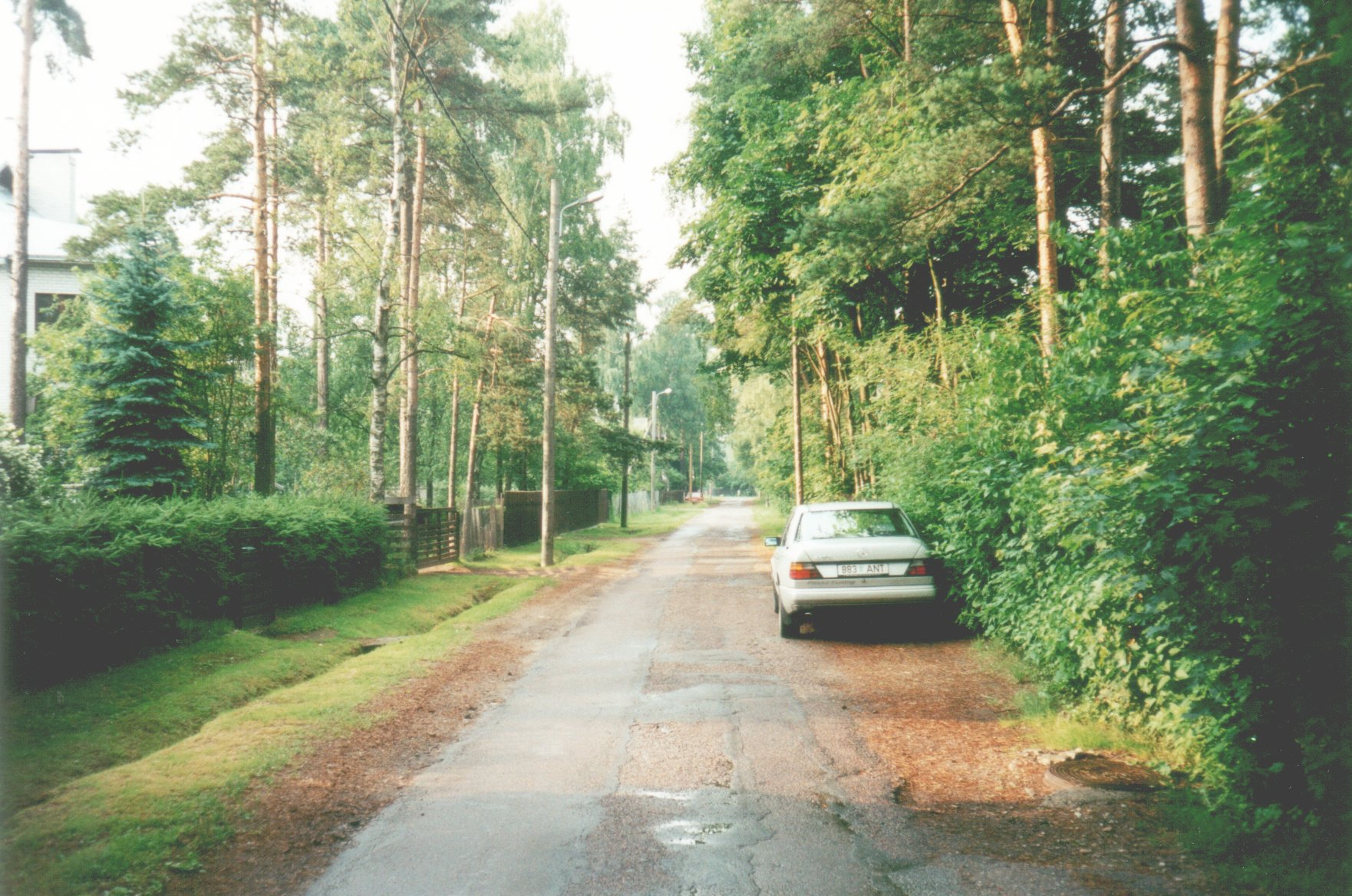
Straße in Nõmme

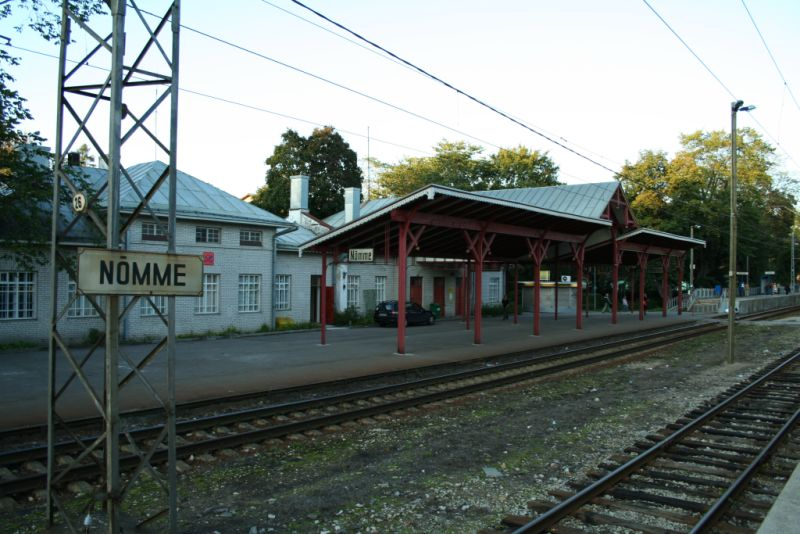
Bahnhof von Nõmme

Nõmme (deutsch Nömme) ist ein Stadtteil der estnischen Hauptstadt Tallinn. Die Gesamtfläche beträgt 28 km². In Nõmme leben 35.463 Menschen (Stand: 31. Dezember 2011).

## Lage
Nõmme liegt im Südwesten Tallinns, mit dem Stadtteil Mustamäe im Norden und der Stadtgrenze im Süden. Östlich von Nõmme befindet sich der See Ülemiste, nordwestlich des Harku-See. Bis 1940 war Nõmme eine eigene Stadt, bevor sie nach Tallinn eingemeindet wurde.

## Stadtbezirke
Der Stadtteil wird heute in neun Bezirke untergliedert: Hiiu, Kivimäe, Laagri, Liiva, Männiku, Nõmme, Pääsküla, Rahumäe und Vana-Mustamäe.
Pääsküla ist der älteste Teil des heutigen Nõmme und wurde bereits im 13. Jahrhundert im Liber Census Daniæ erstmals als Siedlungsplatz urkundlich erwähnt.

## Bebauung
Nõmme besteht hauptsächlich aus alten, einzeln stehenden Häusern vom Ende des 19. und Anfang des 20. Jahrhunderts. Sie sind teilweise denkmalgeschützt. Wegen der vielen natürlich gewachsenen Bäume und Grünflächen, die die Architekten und Planer des Viertels belassen haben, wird der Stadtteil auch „Waldstadt“ (estnisch metsalinn) genannt.

## Bevölkerung
Nõmme ist der Tallinner Stadtteil mit dem höchsten Anteil an estnischsprachiger Bevölkerung. Er beträgt laut der Volkszählung 2011 85,3 %, während die russischsprachige Bevölkerung nur 13,1 % ausmacht.